# مسجد بزرگ گز
مسجد بزرگ گز مربوط به دوره سلجوقیان است و در گز، مرکز شهر واقع شده و این اثر در تاریخ ۲۰ بهمن ۱۳۱۸ با شمارهٔ ثبت ۳۲۴ به‌عنوان یکی از آثار ملی ایران به ثبت رسیده است.